# Halterofilismo nos Jogos Olímpicos de Verão da Juventude de 2014 - Até 62 kg masculino
As provas de halterofilismo na categoria até 62 kg para rapazes nos Jogos Olímpicos de Verão da Juventude de 2014 decorreram a 18 de agosto de 2014 no Centro Internacional de Exposições de Nanquim, na China. O norte-coreano Pak Jongju venceu, seguido pelo medalhista de prata Sakda Meeboon, da Taillândia, enquanto o italiano Mirko Zanni  conquistou o bronze.

## Medalhistas
| Ouro   | PRK Pak Jongju    |
| Prata  | THA Sakda Meeboon |
| Bronze | ITA Mirko Zanni   |

## Resultados
| Pos.              | Nome                | Peso corporal | Arranque (kg) | Arranque (kg) | Arranque (kg) | Arranque (kg) | Arremesso (kg) | Arremesso (kg) | Arremesso (kg) | Arremesso (kg) | Total (kg) |
| Pos.              | Nome                | Peso corporal | 1             | 2             | 3             | Res.          | 1              | 2              | 3              | Res.           | Total (kg) |
| ----------------- | ------------------- | ------------- | ------------- | ------------- | ------------- | ------------- | -------------- | -------------- | -------------- | -------------- | ---------- |
| Medalha de ouro   | PRK Pak Jong-ju     | 61,35         | 113           | 117           | 120           | 120           | 143            | 150            | 150            | 143            | 263        |
| Medalha de prata  | THA Sakda Meeboon   | 61,95         | 108           | 110           | 112           | 112           | 141            | 144            | 144            | 144            | 256        |
| Medalha de bronze | ITA Mirko Zanni     | 61,69         | 115           | 120           | 124           | 120           | 135            | 140            | 140            | 135            | 255        |
| 4                 | TKM Söhbet Tirkişow | 61,37         | 110           | 115           | 115           | 115           | 133            | 137            | 140            | 137            | 252        |
| 5                 | POL Pawel Brylak    | 61,93         | 105           | 109           | 111           | 109           | 136            | 141            | 144            | 141            | 250        |
| 6                 | MEX Oscar Rodríguez | 61,73         | 100           | 105           | 108           | 105           | 130            | 135            | 138            | 138            | 243        |
| 7                 | INA Firdy Ghivari   | 62,00         | 97            | 102           | 106           | 102           | 121            | 126            | 126            | 121            | 223        |
| 8                 | FIJ Poama Qaqa      | 61,24         | 90            | 95            | 98            | 98            | 108            | 113            | 113            | 113            | 211        |
| 9                 | LBA Ehsan Shalabi   | 60,09         | 85            | 90            | 95            | 95            | 105            | 112            | 115            | 105            | 200        |
| 10                | PNG Igo Lohia       | 59,69         | 70            | 75            | 75            | 75            | 90             | 95             | 100            | 100            | 175        |
| 11                | FSM Marcellus Taman | 60,56         | 45            | 50            | 53            | 53            | 55             | 60             | 65             | 60             | 113        |